# Лётч, Рональд
Рональд Лётч (нем. Ronald Lötzsch; родился 1 октября 1931 года, умер 16 июня 2018 года) — немецкий лингвист и преподаватель.

## Жизнь
С 1951 по 1955 год Лётч изучал русистику в Ленинградском университете. Его дипломная работа посвящена проблеме грамматики серболужицкого языка. В рамках судебного процесса против «группы Шрёдера — Люхта» в 1958 году Лётч был приговорён к заключению в тюрьме государственной безопасности Bautzen II за предполагаемое пособничество в государственной измене. Благодаря объявленной в сентябре 1960 года амнистии ему не пришлось отбывать весь срок наказания. С 1961 года Лётч снова смог работать лингвистом в Институте славистики Немецкой академии наук в Берлине.
В 1963 году Рональд Лётч получил докторскую степень в Университете Гумбольдта в Берлине, защитив диссертацию «Особые изменения двойственного числа в серболужицком языке». Был сотрудником Академии наук ГДР вплоть до её ликвидации в 1991 году. С 1993 по 1995 год Лётч занимал кафедру сорабистики в Лейпцигском университете и был директором Института сорабистики. Опубликовал научные статьи по славянским языкам, идишу, немецкому и эсперанто, по диалектологии, контактной лингвистике, лексикографии и лексикологии, интерлингвистике, истории лингвистики, политике в отношении меньшинств и языков, а также об орфографии немецкого языка. Кроме того, было издано несколько словарей за авторством Лётча. С 1987 по 1990 год был председателем предметной группы интерлингвистики и эсперантологии в Культурном союзе ГДР, до него эту должность занимали Виктор Фалькенхан и Георг Фридрих Мейер; с 1991 года Лётч был членом Общества интерлингвистики (Gesellschaft für Interlinguistik, GIL).
Был членом Эсперанто-ассоциации Культурного союза ГДР, после её слияния с Немецкой ассоциацией эсперанто (Deutschen Esperanto-Bund) в 1991 году занимал должность временно исполняющего обязанности председателя.
Лётч был женат три раза, с 1987 года в браке с Гезине Лётч, отец четырёх сыновей от двух браков. В конце марта 2012 года из-за тяжёлой болезни Рональд Лётч был госпитализирован в отделение неотложной помощи берлинской больницы. 10 апреля 2012 года его жена подала в отставку с поста председателя партии Die Linke, чтобы иметь возможность больше времени находиться в Берлине. Рональд Лётч умер 16 июня 2018 года в возрасте 86 лет.

## Сотрудник госбезопасности ГДР
С 1962 и до середины 1980-х годов Лётч был неофициальным сотрудником Министерства государственной безопасности ГДР (кодовое имя: «Хайнц»). Это следует из его дела в МГБ, которое включает в себя 457 страниц, описывает более 100 встреч и, среди прочего, содержит 19 рукописных отчётов, написанных самим Лётчем. В деле также содержится рукописное заявление об ответственности (нем. Verpflichtungserklärung) от 29 марта 1962 года. В нём говорится:

«Я буду добросовестно выполнять все полученные приказы и честно отчитываться перед МГБ. Я никому не буду рассказывать или намекать на своё сотрудничество».
Оригинальный текст (нем.)„Ich werde alle erhaltenen Aufträge gewissenhaft ausführen und ehrlich gegenüber dem MfS berichten. Über die Zusammenarbeit werde ich mit keiner Person auch nicht andeutungsweise sprechen.“

Его курирующий офицер Штази так оценивал Лётча:

«Выполняет свои поручения добросовестно, по собственной инициативе и чётко. Его в основном используют для работы с лингвистами».
Оригинальный текст (нем.)„Er erledigt seine Aufträge gewissenhaft, mit Eigeninitiative und zuverlässig. Er wird im Wesentlichen zur Bearbeitung von Sprachwissenschaftlern eingesetzt.“

Согласно материалам дела при вербовке Лётча на него не оказывалось давления. В 1964 году, через два года после вербовки, его приговор был отменён.

## Публикации
- Ronald Lötzsch. Einheit und Gliederung des Sorbischen (нем.). — Berlin: Akademie-Verlag, 1965.
- Ronald Lötzsch. Jiddisches Wörterbuch (нем.). — Leipzig: Bibliographisches Institut, 1990.
- Ronald Lötzsch. Langenscheidts Großwörterbuch Deutsch–Russisch (нем.). — München: Langenscheidt, 1997. — ISBN 978-3-468-02295-1.